# Ohm
L'ohm (simbolo Ω) è l'unità di misura della resistenza elettrica nel Sistema Internazionale.
Il suo nome deriva da quello del fisico tedesco Georg Simon Ohm scopritore dell'omonima legge di Ohm.
L'ohm è l'unità di misura anche dell'impedenza e della reattanza.

## Definizione
L'ohm è definito come resistenza elettrica tra due punti di un conduttore quando una differenza di potenziale costante di 1 volt (V), applicata a questi punti, produce nel conduttore una corrente di 1 ampere (A), senza che il conduttore sia sede di alcuna forza elettromotrice.
Dimensionalmente si ha: {\textstyle \Omega =\mathrm {{\frac {V}{A}}={\frac {W}{A^{2}}}={\frac {V^{2}}{W}}={\frac {m^{2}\cdot kg}{A^{2}\cdot s^{3}}}} }.

## Simbolo
Il simbolo Ω fu scelto in virtù della similitudine tra "ohm" e il nome della lettera omega.
Unicode prevede un codice dedicato per l'ohm (U+2126), distinto dalla lettera greca omega maiuscola (U+03A9); i due codici sono però considerati equivalenti, ed è preferito l'uso della lettera greca.